# Кардица
 Тази статия е за града в Тесалия.  За старото име на селото в Беотия вижте Акрефнион.  
Кардица (на гръцки: Καρδίτσα) е град в Тесалия, Гърция, център на едноименната община Кардица.
В Кардица се намира Димотики Агора – един от защитените от ЮНЕСКО културни паметници в Гърция. В града е изнесен факултетът факултета по ветеринарна медицина към университета на Тесалия и факултетът по дървообработване и технологии в мебелната промишленост, технологии на горското стопанство (към образователния и технически институт в Лариса). В Кардица има полицейска академия.
Кардица е нов град, за разлика от останалите три административни центрове в Тесалия. Градската ѝ история датира от началото на 19 век, като преди това по османско време възникнало укрепено селище на хората от равнината за защита от набезите на планинците от Аграфа.

## География
Кардица се намира в югозападната част на Тесалийското поле (най-обширната равнина в Гърция) на река Пиниос /старогръцко название Пенейос/ Пенеос. Западно от града се издига веригата на Пинд.
Климатът е средиземноморски и се характеризира с топло лято и хладна зима, като често пада снежна покривка.

## Стопанство
Кардица е стопански център на хранително-вкусовата промишленост на региона. В околностите на града са изградени много малки компании, участващи в преработката на тютюн, плодове, зеленчуци и памук. Силно доминирана от селското стопанство е цялата икономика на региона, което е причината за създаването на местния ветеринарен факултет.

## История
На мястото на Кардица се е намирал античният Киерион Киерон (на старогръцки: Κιέριον), който е бил първо беотийски в тетрархията на Антична Тесалия, а после според Тукидид, 60 години след троянската война, жителите му станали еолийски пенестаи на Арне.
Районът на Кардица е част от Древна Гърция, Древна Македония, Древен Рим през античността, а през средновековието е преимуществено в границите на Византийската империя и за малко под българска власт (включително по времето на Душановото царство). Четири века градът е под османска власт, докато през 1881 г. не е включен в границите на Кралство Гърция.

## Население
| Година | Жители | Промяна | Жители на дема | Промяна |
| ------ | ------ | ------- | -------------- | ------- |
| 1981   | 27 532 | –       | –              | –       |
| 1991   | 30 067 | –       | –              | –       |
| 2001   | 37 768 | –       | –              | –       |

## Култура
- Традиционни фестивали на хоровото пеене, 35 издание. 9 – 13 март 2017 г., с участие на духовият оркестър на средно училище „Любен Каравелов“ – Копривщица.[4]